# La Huerta (Nuevo México)
La Huerta es un lugar designado por el censo ubicado en el condado de Eddy en el estado estadounidense de Nuevo México. En el Censo de 2010 tenía una población de 1246 habitantes y una densidad poblacional de 308,78 personas por km².

## Geografía
La Huerta se encuentra ubicado en las coordenadas 32°26′56″N 104°13′23″O / 32.44889, -104.22306. Según la Oficina del Censo de los Estados Unidos, La Huerta tiene una superficie total de 4.04 km², de la cual 4.04 km² corresponden a tierra firme y (0%) 0 km² es agua.

## Demografía
Según el censo de 2010, había 1246 personas residiendo en La Huerta. La densidad de población era de 308,78 hab./km². De los 1246 habitantes, La Huerta estaba compuesto por el 91.57% blancos, el 0.48% eran afroamericanos, el 0.88% eran amerindios, el 1.2% eran asiáticos, el 0% eran isleños del Pacífico, el 3.45% eran de otras razas y el 2.41% pertenecían a dos o más razas. Del total de la población el 18.06% eran hispanos o latinos de cualquier raza.